# Twist of Love
Twist of Love är en låt framförd av den danska sångerskan Sidsel Ben Semmane. Låten var Danmarks bidrag i Eurovision Song Contest 2006 i Aten i Grekland. Låten är skriven av Niels Drevsholt.
Bidraget framfördes i finalen den 20 maj och slutade där på artonde plats med 26 poäng.